# Chorinaeus orbitalis
Chorinaeus orbitalis là một loài tò vò trong họ Ichneumonidae.